# Флавий Аниций Максим
Фла́вий Ани́ций Макси́м (лат. Flavius Anicius Maximus) (умер в 552) — римский сенатор и патрикий в Королевстве остготов, проводивший последние игры в Амфитеатре Флавиев.

## Биография
Максим был потомком римского императора Петрония Максима, и был членом знатной семьи Анициев. Его отцом был Флавий Волузиан, консул 503 года, а также у него был брат по имени Марциан и дядя Либерий. Максим впервые женился в 510 году, затем приобрёл, будучи ещё достаточно молодым, консульство на Западе sine collega (без соконсула) на 523 год: по этому случаю он получил от короля Теодориха разрешение на празднование этого события с venationes (травлей дикими зверьми) в Колизее. Это были последние игры, когда либо проводившиеся там, а позже король жаловался на излишние траты вызванные играми.
Между 525 и 535 годами он был возведён в статус патрикия. Король Теодахад даровал ему остготскую принцессу в жёны в 535 году, назначил его primicerius domesticorum и даровал ему собственность Марциана.
В 537 году, во время осады Рима в ходе Готской войны, Максим был выслан из города с другими сенаторами по указанию Велизария, который опасался что они могут начать сотрудничать с осаждающими готами, собираясь вернуть их назад по окончании осады в 538 году. Однако 17 декабря 546 года король Тотила смог взять Urbs (город), и Максим с другими патрициями (patricii) скрылись в старой базилике Св. Петра. Арестованный и сосланный в Кампанию, он оставался там вплоть до тех пор, когда в 552 году Нарсес взял Рим. Сенаторы собирались уже возвращаться в Рим, но готы, охранявшие их, приведённые в ярость смертью Тотилы, перебили их всех.

### Первичные источники
- Кассиодор. Variae, V.42, X,11-12
- Прокопий Кесарийский. Война с готами, I.25.14-15, III.20.18-19, IV.34.6

### Исследования
- Sundwall, Johannes. Abhandlungen zur Geschichte des ausgehenden Römertums, Helsinki 1919 (New York 1975), стр. 140.
- Jones, Arnold Hugh Martin, John Robert Martindale, John Morris. Fl. Maximus 20, The Prosopography of the Later Roman Empire, Том 2, Cambridge University Press, 1992, ISBN ISBN 0521201594, стр. 748—749.